# Brian Jamieson
Brian Jamieson (født 7. marts 1969 i Livingston, New Jersey, USA) er en amerikansk tidligere roer.
Jamieson vandt sølv ved OL 1996 i Atlanta, som del af den amerikanske dobbeltfirer. Bådens øvrige besætning var Tim Young, Eric Mueller og Jason Gailes. Amerikanerne blev i finalen besejret af Tyskland, mens Australien tog bronzemedaljerne.

## OL-medaljer
- 1996:  Sølv i dobbeltfirer